# Savannsvala
Savannsvala (Cecropis semirufa) är en fågel i familjen svalor inom ordningen tättingar.

## Utseende
Savannsvalan är en relativt stor svala med tegelrött på undersida och övergump, medan ovansidan är mörkblå. Den skiljer sig från andra svalor genom metalliskt blå fläckar på sidan av huvudet som täcker både öron och ögon. I flykten syns också beigefärgad framkant på vingen undertill. Liknande moskésvalan har istället vitt fram på undersida av vingen och dessutom ljus strupe.

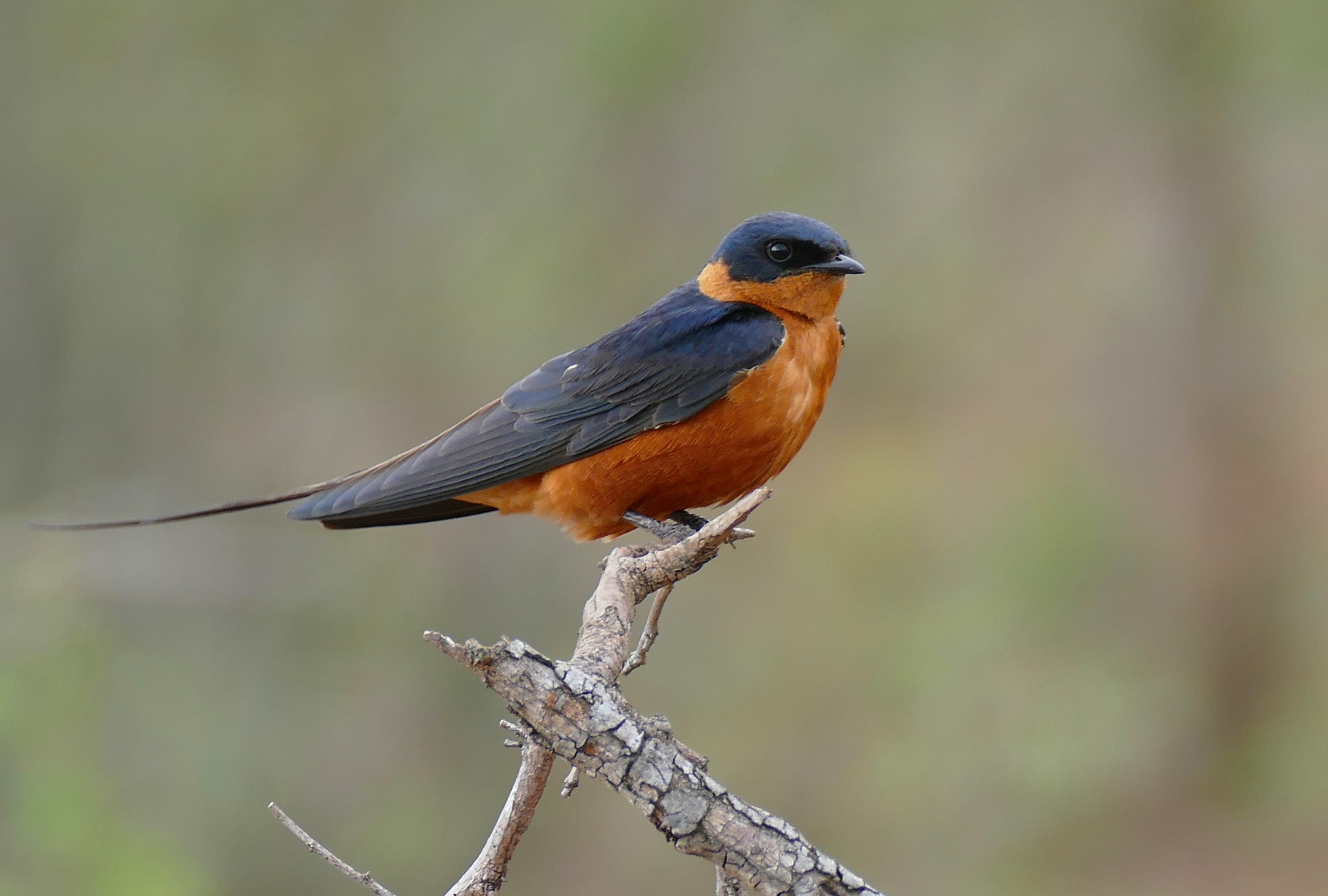

## Utbredning och systematik
Savannsvala förekommer i Afrika söder om Sahara. Den delas upp i två underarter med följande utbredning:
- Cecropis semirufa gordoni – förekommer från Senegal till Sydsudan, norra Angola, sydvästra Kenya och nordvästra Tanzania
- Cecropis semirufa semirufa – från Botswana till Malawi, Moçambique och östra Kapprovinsen

Arten häckar nära Ekvatorn och besöker områden både norr och söder därom under regnperioden.

### Släktestillhörighet
Savannsvala placerades tidigare tillsammans med exempelvis ladusvalan i släktet Hirundo, men genetiska studier visar att den tillhör en grupp som står närmare hussvalorna i Delichon. De har därför lyfts ut till ett eget släkte, Cecropis.

## Levnadssätt
Savannsvalan ses flyga kraftigt, med frekventa glid och riktningsförändringar. Den förekommer över öppet skogslandskap, gräsmarker, våtmarkskanter och andra öppna miljöer.

## Status och hot
Arten har ett stort utbredningsområde och en stor population, och tros öka i antal. Utifrån dessa kriterier kategoriserar IUCN arten som livskraftig (LC).